# Siphonognathus attenuatus
Siphonognathus attenuatus és una espècie de peix pertanyent a la família dels odàcids.

## Descripció
- Pot arribar a fer 12 cm de llargària màxima.[6][7]

## Hàbitat
És un peix marí, demersal i de clima subtropical (32°S-45°S) que viu entre 15 i 45 m de fondària.

## Distribució geogràfica
Es troba a l'Índic oriental: el sud d'Austràlia (des de Rottnest Island -Austràlia Occidental- fins a Wilsons Promontory -Victòria-).

## Observacions
És inofensiu per als humans.